# Mallorca Championships 2023 - Doppio
Rafael Matos e David Vega Hernández erano i detentori del titolo ma Vega Hernández ha deciso di partecipare al concomitante torneo di Eastbourne. Matos, invece, ha fatto coppia con Francisco Cabral ma sono stato eliminati ai quarti di finale da Santiago González e da Édouard Roger-Vasselin.
In finale Yuki Bhambri e Lloyd Harris hanno battuto Robin Haase e Philipp Oswald con il punteggio di 6-3, 6-4. Per entrambi i tennisti vincitori del torneo è stato il primo titolo ATP ottenuto nelle loro rispettive carriere.

## Teste di serie
1. Santiago González /  Édouard Roger-Vasselin (semifinale)
2. Sander Gillé /  Joran Vliegen (quarti di finale)

1. Máximo González /  Andrés Molteni (quarti di finale)
2. Marcel Granollers /  Horacio Zeballos (quarti di finale)

## Wildcard
1. Feliciano López /  Stefanos Tsitsipas (primo turno)

1. Bart Stevens /  Petros Tsitsipas (primo turno)

## Ranking protetto
1. Yuki Bhambri /  Lloyd Harris (campioni)

## Tabellone

### Legenda
| - Q = Qualificato - WC = Wild card - LL = Lucky loser | - ALT = Alternate - SE = Special Exempt - PR = Protected Ranking | - w/o = Walkover - r = Ritirato - d = Squalificato |

|  | Primo turno | Primo turno                         | Primo turno                 | Primo turno | Primo turno |  |  | Quarti di finale | Quarti di finale            | Quarti di finale            | Quarti di finale    | Quarti di finale    |   |   | Semifinali | Semifinali                  | Semifinali                  | Semifinali                 | Semifinali                 |   |   | Finale | Finale | Finale | Finale | Finale |  |
|  |             |                                     |                             |             |             |  |  |                  |                             |                             |                     |                     |   |   |            |                             |                             |                            |                            |   |   |        |        |        |        |        |  |
|  | 1           | S González É Roger-Vasselin         | S González É Roger-Vasselin | 6           | 6           |  |  |                  |                             |                             |                     |                     |   |   |            |                             |                             |                            |                            |   |   |        |        |        |        |        |  |
|  | WC          | F López S Tsitsipas                 | F López S Tsitsipas         | 4           | 4           |  |  | 1                | S González É Roger-Vasselin | S González É Roger-Vasselin | 6                   | 7                   |   |   |            |                             |                             |                            |                            |   |   |        |        |        |        |        |  |
|  |             | F Cabral R Matos                    | 4                           | 6           | [10]        |  |  |                  | F Cabral R Matos            | F Cabral R Matos            | 3                   | 63                  |   |   |            |                             |                             |                            |                            |   |   |        |        |        |        |        |  |
|  |             | R Carballés Baena B Zapata Miralles | 6                           | 3           | [2]         |  |  |                  |                             |                             |                     |                     |   |   | 1          | S González É Roger-Vasselin | S González É Roger-Vasselin | 4                          | 62                         |   |   |        |        |        |        |        |  |
|  | 4           | M Granollers H Zeballos             | M Granollers H Zeballos     | 6           | 7           |  |  |                  |                             | PR                          | Y Bhambri L Harris  | Y Bhambri L Harris  | 6 | 7 |            |                             |                             |                            |                            |   |   |        |        |        |        |        |  |
|  |             | M Demoliner F Martin                | M Demoliner F Martin        | 4           | 64          |  |  | 4                | M Granollers H Zeballos     | M Granollers H Zeballos     | 4                   | 4                   |   |   |            |                             |                             |                            |                            |   |   |        |        |        |        |        |  |
|  | PR          | Y Bhambri L Harris                  | Y Bhambri L Harris          | 6           | 6           |  |  | PR               | Y Bhambri L Harris          | Y Bhambri L Harris          | 6                   | 6                   |   |   |            |                             |                             |                            |                            |   |   |        |        |        |        |        |  |
|  |             | A Erler L Miedler                   | A Erler L Miedler           | 3           | 2           |  |  |                  |                             |                             |                     |                     |   |   | PR         | Yuki Bhambri Lloyd Harris   | Yuki Bhambri Lloyd Harris   | 6                          | 6                          |   |   |        |        |        |        |        |  |
|  |             | R Haase P Oswald                    | 64                          | 6           | [10]        |  |  |                  |                             |                             |                     |                     |   |   |            |                             |                             | Robin Haase Philipp Oswald | Robin Haase Philipp Oswald | 3 | 4 |        |        |        |        |        |  |
|  |             | S Doumbia F Reboul                  | 7                           | 3           | [8]         |  |  |                  | R Haase P Oswald            | R Haase P Oswald            | 7                   | 6                   |   |   |            |                             |                             |                            |                            |   |   |        |        |        |        |        |  |
|  |             | M Melo J Peers                      | 65                          | 6           | [5]         |  |  | 3                | M González A Molteni        | M González A Molteni        | 5                   | 4                   |   |   |            |                             |                             |                            |                            |   |   |        |        |        |        |        |  |
|  | 3           | M González A Molteni                | 7                           | 3           | [10]        |  |  |                  |                             |                             |                     |                     |   |   |            | R Haase P Oswald            | R Haase P Oswald            | 7                          | 6                          |   |   |        |        |        |        |        |  |
|  |             | J Kubler L Saville                  | J Kubler L Saville          | 4           | 4           |  |  |                  |                             |                             | N Lammons J Withrow | N Lammons J Withrow | 5 | 4 |            |                             |                             |                            |                            |   |   |        |        |        |        |        |  |
|  |             | N Lammons J Withrow                 | N Lammons J Withrow         | 6           | 6           |  |  |                  | N Lammons J Withrow         | 4                           | 6                   | [10]                |   |   |            |                             |                             |                            |                            |   |   |        |        |        |        |        |  |
|  | WC          | B Stevens P Tsitsipas               | 7                           | 5           | [7]         |  |  | 2                | S Gillé J Vliegen           | 6                           | 3                   | [8]                 |   |   |            |                             |                             |                            |                            |   |   |        |        |        |        |        |  |
|  | 2           | S Gillé J Vliegen                   | 65                          | 7           | [10]        |  |  |                  |                             |                             |                     |                     |   |   |            |                             |                             |                            |                            |   |   |        |        |        |        |        |  |